# Pendule sympathique
Ne doit pas être confondu avec Sympathie des horloges.
 (avril 2019).
Si vous disposez d'ouvrages ou d'articles de référence ou si vous connaissez des sites web de qualité traitant du thème abordé ici, merci de compléter l'article en donnant les références utiles à sa vérifiabilité et en les liant à la section « Notes et références ».

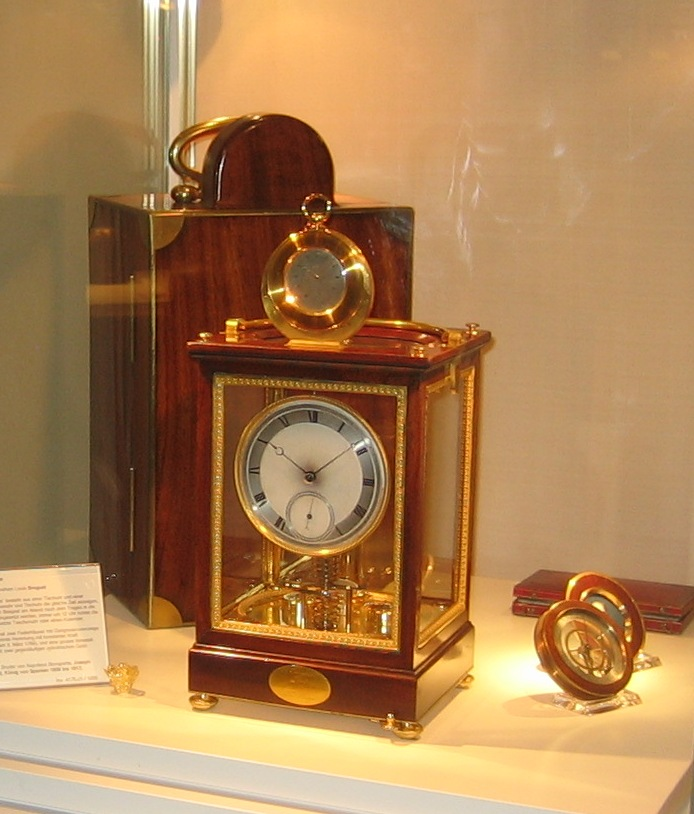
Un pendule sympathique, exposé à Uhrenmuseum Beyer

La pendule sympathique, imaginée par Abraham Louis Breguet en 1795, est un système composé d'une pendule et d'une montre. La pendule est destinée à recevoir la montre qui, placée dans un berceau, se trouve automatiquement remise à l'heure et réglée. 
Abraham-Louis n'en vendra que cinq exemplaires, tous différents, jusqu'en 1823, et Antoine-Louis un seul, en 1830. Arrivé à la tête de la maison en 1833, Louis Breguet s'empresse de déposer le brevet de la pendule sympathique ainsi qu'un additif concernant le remontage de la montre en plus de la correction de l'heure. 
Devenue beaucoup plus séduisante grâce à la fonction de remontage de la montre, la pendule sympathique de la deuxième génération se vendra à une cinquantaine d'exemplaires.

## Principe
Il s'agit d'un tandem pendule-montre. La pendule sert de référence (les pendules étant beaucoup plus précis que les montres fonctionnant avec un balancier). Tous les jours à minuit une tige sort de la pendule et s'insère dans la montre. Le mécanisme de la montre compare alors son heure à celle de la pendule et ajuste la fréquence de battement de son balancier. Après quelques jours, cette fréquence est correctement ajustée,.
Ce mécanisme constitue l'un des premiers systèmes à rétroaction qui ait été élaborée, analogue à une Boucle à phase asservie.. En effet, une erreur est mesurée et, de la grandeur de cette erreur, le mécanisme déduit la correction à apporter afin d’annuler la dite erreur. Dans ce cas précis, la correction porte sur la vitesse et ce qui est mesuré est l’espace parcouru. L’erreur de vitesse est donc intégrée. Ainsi, aussi petite qu’elle soit, son intégrale tendrait vers l’infini si la correction était insuffisante.